# Bruno Santos
Bruno Barbosa dos Santos (Belo Horizonte, Brasil, 31 de agosto de 1979), más conocido como Bruno Santos, es un supermodelo, activista medio ambiental y empresario brasileño.
Modelo publicitario y de pasarela, Bruno ganó notoriedad a mediados de la década de 2000 cuando realizó algunas campañas publicitarias y eventos de moda de las más prestigiosas para las marcas más famosas del mundo como Guess, Versace, GQ, Giorgio Armani, entre otros, promocionando varios segmentos para ellos, desde ropa interior, desfiles de moda, lentes, eventos, hasta fragancias, convirtiéndose en la imagen masculina con mayor exposición en el mundo. En 2002, fue clasificado entre los 10 modelos masculinos más buscados en el mundo de la moda, y es considerado uno de los modelos más respetados del mundo por el website models.com."/> No en vano, se ganó el apodo de "Giselle Bündchen en versión masculina".".
Bruno también se destacó por ser el único modelo masculino seleccionado para realizar dos campañas simultáneamente para dos casas de moda competidoras: Versace y Giorgio Armani, además de presidir y abrir el show del estilista Ricardo Almeida en São Paulo Fashion Week en 2003 por el cual obtuvo el sueldo masculino más alto de la historia del evento.

## Biografía
De familia humilde (hijo de un comerciante y  maestra de escuela pública, tres hermanos y una hermana), Bruno estudió en una escuela pública. En entrevista con Fábio Bernardo para una prestigiosa revista brasileña, Bruno dijo que "una de las razones que me llevaban a no perder un día de clase era el almuerzo o el desayuno escolar, servido en la escuela después de la segunda hora”.
Al terminar la escuela secundaria, Bruno pasó el proceso de selección en el Centro Federal de Educação Tecnológica (CEFET), en el estado de Minas Gerais, para tomar el curso técnico en Ingeniería.
Para ayudar con los ingresos de la familia, trabajó como vendedor de helados y como chico de oficina, hizo trabajos ocasionales en la construcción, escuelas, restaurantes, servicios gráficos y también trabajó en un almacén.

## Carrera
Bruno comenzó su carrera como modelo por casualidad en el año 2000. Recibió una propuesta, pero no le dio mucha importancia. El agente entonces hizo una nueva propuesta, que resultó ser bastante ventajosa. En entrevista para el Jornal Cidade, diario de la ciudad de Uberaba, Bruno dijo que aceptó la propuesta no por el trabajo en sí, sino por la oportunidad de aprender otro idioma y conocer una nueva cultura, pues los gastos serían todos pagado por la agencia.
De 2002 a 2005 tuvo una intensa agenda, desfilando en los eventos de moda más famosos del mundo, convirtiéndose en la imagen masculina con más exposición en el mundo.
A finales de 2005 hasta mediados de 2006, Bruno hizo una pausa en su trabajo como modelo para dedicarse a proyectos personales y familiares, realizando solo trabajos ocasionales.
A partir de la década de 2010, Bruno comenzó a aceptar solo trabajos ocasionales.

## Desfiles de Moda
En 2002, durante la Semana de la Moda de Milán de ese año, abrió y cerró los desfiles de Versace y Giorgio Armani. Era la primera vez que un modelo masculino realizaba campañas simultáneamente para dos casas de moda competidoras.  En este evento también desfiló para Iceberg.
En 2003, modeló en SP Fashion Week, abriendo el desfile del estilista Ricardo Almeida, junto a Rodrigo Santoro y recibiendo la tarifa masculina más alta en la historia del evento, además de cerrar el desfile ZOOMP, junto a la supermodelo Giselle Bündchen.
También en 2003, modeló para Armani en Milan Fashion Week.
En 2004, en la Semana de la Moda de París, modeló para el diseñador John Galliano.
También en 2004, modeló para Armani en la Semana de la Moda de Milán.
También en 2004, volvió a modelar para Armani, esta vez durante la Semana de la Moda de Nueva York.
En 2005, durante la Semana de la Moda de Milán, caminó por la pasarela de Armani.
También en 2005, en la Semana de la Moda de Nueva York, modeló para Versase.
En 2006, modeló en la Semana de la Moda de Nueva York en el desfile de otoño de Versace.
En 2008, modeló en la Semana de la Moda de Nueva York en el Show de otoño de Nautica y en el Show de primavera de Harmonte & Blaine.
En 2012, modeló en la Semana de la Moda de Milán en el desfile de otoño de Ermanno Scervino.
En septiembre de 2023 participó en la "VII Semana de la Moda" en la ciudad española de Estepona, desfilando y siendo homenajeado en el desfile de la diseñadora María Cano y siendo uno de los jueces del evento "IV Concurso de Jóvenes Diseñadores EDM (Estepona de Moda)".

#### Fotos en campañas publicitarias
| Año  | Revista                | Edición   | Campaña                                                           | Info                                                                 | Ref.   |
| ---- | ---------------------- | --------- | ----------------------------------------------------------------- | -------------------------------------------------------------------- | ------ |
| 2002 | Arena HOMME +          | Marzo     |                                                                   |                                                                      |        |
| 2003 | Men's Journal          | Febrero   |                                                                   |                                                                      |        |
| 2003 | PAPER Magazine         | Marzo     |                                                                   |                                                                      |        |
| 2003 | GQ Taiwán              | Marzo     |                                                                   |                                                                      |        |
| 2003 | Varias publicaciones   |           | campaña de otoño da Versace                                       |                                                                      |        |
| 2003 | Varias publicaciones   |           | campaña de primavera da Versace                                   |                                                                      |        |
| 2003 | Varias publicaciones   |           | campaña de primavera da Emporio Armani                            | en la foto, Bruno esta al lado de Milla Jovovich                     | [ 27 ] |
| 2003 | Citizen K Magazine     | Diciembre |                                                                   |                                                                      |        |
| 2004 | Varias publicaciones   |           | campaña de otoño da Bloomingdales                                 |                                                                      |        |
| 2004 | Varias publicaciones   |           | campaña de primavera para Emporio Armani Underwear                |                                                                      |        |
| 2004 | Varias publicaciones   |           | campaña de primavera para Kappa                                   |                                                                      |        |
| 2004 | Varias publicaciones   |           | campaña de primavera Giorgio Armani                               |                                                                      |        |
| 2004 | Varias publicaciones   |           | campaña de primavera para Versace Man (fragrância)                |                                                                      |        |
| 2004 | Varias publicaciones   |           | campaña de primavera para Often                                   |                                                                      |        |
| 2004 | Blue Magazine          | Enero     |                                                                   |                                                                      |        |
| 2004 | GQ USA                 | Enero     |                                                                   |                                                                      |        |
| 2004 | GQ Taiwán              | Marzo     |                                                                   |                                                                      |        |
| 2004 | Glamour España         | Marzo     |                                                                   |                                                                      |        |
| 2004 | FHM (For Him Magazine) | Abril     |                                                                   |                                                                      |        |
| 2004 | Oyster Magazine        | Mayo      |                                                                   |                                                                      |        |
| 2004 | Men's Uno              | Mayo      |                                                                   |                                                                      |        |
| 2004 | i-D Magazine           | Julio     |                                                                   |                                                                      |        |
| 2004 | Loaded                 | Noviembre |                                                                   |                                                                      |        |
| 2004 | V Magazine             | Diciembre |                                                                   |                                                                      |        |
| 2009 | Varias publicaciones   |           | campaña publicitaria de otoño da Guess                            |                                                                      |        |
| 2010 | Varias publicaciones   |           | campañas publicitarias de primavera da Guess                      |                                                                      | [ 28 ] |
| 2010 | Varias publicaciones   |           | campaña publicitaria de primavera da Guess Jeans and Accessories  | Foto al lado de Vanessa Hessler                                      | [ 29 ] |
| 2010 | Varias publicaciones   |           | campaña publicitaria de primavera da Trussardi                    |                                                                      | .      |
| 2011 | Varias publicaciones   |           | campaña publicitaria da Jones New York                            |                                                                      | [ 31 ] |
| 2012 | Varias publicaciones   |           | campaña publicitaria da Ermanno Scervino                          |                                                                      | .      |
| 2012 | Varias publicaciones   |           | Campaña publicitaria primavera/verano 2012 da Riccovero           | Foto al lado de Alyssa Miller                                        | .      |
| 2016 | Varias publicaciones   |           | campaña publicitaria de otoño-invierno 2016-17 da Marcianno Guess | Em la foto también está presente la modelo argentina Belén Rodríguez | [ 35 ] |

#### Revistas en la portada
| Año  | Revista                 | Edición                | Información               | Ref.          |
| ---- | ----------------------- | ---------------------- | ------------------------- | ------------- |
| 2002 | Revista GQ              | Edição Especial        | Portada (con Josie Maran) | [ 36 ]        |
| 2003 | Revista Foto Festas     | Edição Especial        | Portada                   | [ 37 ]        |
| 2003 | DNA Magazine            | Edição especial        | Portada                   | [ 38 ]        |
| 2004 | Fashion Magazine        | Edição otoño/invierno  | portada y entrevista      | [ 39 ]        |
| 2011 | Cocoon Magazine         | Edição de Mayo         | portada y entrevista      | [ 40 ] [ 41 ] |
| 2018 | Harbour Luxury Magazine | Edição I - Dez-Jan-Fev | portada y entrevista      | [ 42 ]        |
| 2018 | Revista Fábio Bernardo  | Edição 6               | portada y entrevista      | [ 1 ] [ 43 ]  |

#### Entrevistas/Reportajes en Periódicos Impresos y/o Revistas
| Año  | Periódico/Revista                          | Edición          | Información | Ref.   |
| ---- | ------------------------------------------ | ---------------- | ----------- | ------ |
| 2002 | Jornal O Globo                             | 30 de noviembre  | Reportaje   | [ 44 ] |
| 2002 | Jornal Estado de Minas                     | 1 de diciembre   | Reportaje   | [ 45 ] |
| 2003 | Jornal Hoje em Dia (Belo Horizonte)        | 3 de febrero     | Reportaje   | [ 46 ] |
| 2003 | Jornal Agora aos Domingos (Divinópolis-MG) | 25 de mayo       | Reportaje   | [ 47 ] |
| 2003 | Jornal Cidade (Uberaba-MG)                 | 1 de noviembre   | Reportaje   | [ 12 ] |
| 2004 | Jornal Estado de Minas                     | 8 de febrero     | Reportaje   | [ 15 ] |
| 2009 | PAPER Magazine                             | Edición especial | Entrevista  | [ 48 ] |
| 2011 | Jornal Espaço Horizonte                    | Edición IV       | Reportaje   | [ 49 ] |

#### Participación en programas de televisión.
| Ano  | Estación       | Programa                                                 | Información                                            | Ref.   |
| ---- | -------------- | -------------------------------------------------------- | ------------------------------------------------------ | ------ |
| 2008 | RTL Television | Especial "Exclusiv Spezial - Das Leben der Superreichen" | Bruno fue entrevistado. Episodio emitido el 09.08.2009 | [ 50 ] |